# ایلینگ
latitudeایلینگlongitudeایلینگ
ایلینگ (به انگلیسی: Ealing) یک ناحیه در لندن است که در منطقه ایلینگ لندن واقع شده‌است.

## خصوصیات
ایلینگ ۲۸٬۰۴۸ نفر جمعیت دارد.